# Prisovjani
Prisovjani (mazedonisch und albanisch definit; kyrillisch Присовјани; albanisch indefinit Prisovjan) ist ein Haufendorf im nördlichen Teil der Gemeinde Struga in der Region Südwesten der Republik Nordmazedonien.

## Geographie

Karte mit Lage des Dorfes innerhalb der Gemeinde Struga (mazedonisch-kyrillisch)

Prisovjani befindet sich rund 22 Kilometer nördlich der Gemeindehauptstadt Struga. Im Nordosten liegt Radomirovo (Opština Debarca), im Osten Crvena Voda (Opština Debarca), im Süden Mislodežda (Opština Struga), im Südwesten Globočica und im Nordwesten Zbaždi. Im Südwesten befindet sich der zum Globočicasee aufgestaute Schwarze Drin, der von Süden nach Norden fließt.
Das Dorf liegt auf einem westlichen Hang des Karaorman-Gebirges auf einer Höhe zwischen 995 m. i. J. und 1115 m. i. J.
Das Klima liegt wie in der ganzen Region im kontinental-mediterranen Übergangsgebiet.

## Bevölkerung
Der Ort hatte elf Einwohner in fünf Haushalten (Stand 2002). Fast alle Bewohner gehörten der mazedonischen Mehrheit an und sprachen Mazedonisch. Sie bekannten sich fast ausschließlich zum orthodoxen Christentum. Im Dorf steht eine Kirche, die Nikolaus von Myra geweiht ist.
Die Volkszählung 2021 zählte bloß drei Einwohner.
Die nachfolgende Tabelle zeigt die demographische Entwicklung seit dem Zweiten Weltkrieg.
| Jahr      | 1948 | 1953 | 1961 | 1971 | 1981 | 1991 | 1994 | 2002 | 2021 |
| --------- | ---- | ---- | ---- | ---- | ---- | ---- | ---- | ---- | ---- |
| Einwohner | 382  | 350  | 288  | 222  | 033  | 019  | 013  | 011  | 03   |

## Geschichte
Bis zu deren Fusion mit der Gemeinde Struga im Jahr 2004 gehörte Prisovjani zur Gemeinde Lukovo.

## Verkehr
Prisovjani liegt an der Gemeindestraße P2243, welche die Gemeindehauptstadt Struga mit dem nördlichen Teil der Gemeinde verbindet.